# Mocha chai
Mocha chai – jest jedną z form przygotowania aromatycznej indyjskiej herbaty chai. Przepis bazuje na masala czaj, którą wzbogacono o dodatkowy składnik w postaci kakao. 
Można ją również podać z bitą śmietaną posypaną wiórkami czekoladowymi lub cynamonem.
Napój jest dostępny na rynku w postaci gotowej do zaparzania z mlekiem lub bez. Zawiera następujące składniki:
- czarną herbatę cejlońską,
- nasiona kakao,
- czekoladę w drobnej postaci,
- ziarna kawy,
- przyprawy (kardamon, cynamon, imbir i wanilię)[2].